# کرشکو
کرشکو (به آلمانی: Gurkfeld)  در اسلوونی با جمعیت ۶٬۹۹۴ نفر است که در کارنیولای سفلی واقع شده‌است.